# Konrad Granström
Konrad Granström, född 21 oktober 1900 i Luleå, död 4 januari 1982 i Stockholm, var en svensk gymnast. Han blev olympisk guldmedaljör 1920. 1923 och 1924 vann han SM-guld i grenhopp, tävlande för Fredrikshofs IF.